# Nelchina (Alasca)
Nelchina é uma Região censo-designada localizada no estado americano de Alasca, no Distrito de Valdez-Cordova.

## Demografia
Segundo o censo americano de 2000, a sua população era de 71 habitantes.

## Geografia
De acordo com o United States Census Bureau, a localidade tem uma área de 121,0 km², dos quais 119,2 km² cobertos por terra e 1,8 km² cobertos por água.

## Localidades na vizinhança
O diagrama seguinte representa as localidades num raio de 72 km ao redor de Nelchina.